# Кладенці (Благоєвградська область)
Кладе́нці (болг. Кладенци) — село в Благоєвградській області Болгарії. Входить до складу общини Петрич.

## Населення
За даними перепису населення 2011 року у селі проживали 38 осіб, з них 36 осіб (94,7%) — болгари.
Розподіл населення за віком у 2011 році:
Динаміка населення: